# Clémentine Nzuji
Clémentine Nzuji (devenue Faïk-Nzuji Madiya sous la zaïrianisation) est professeure, écrivaine et poétesse congolaise, née le 21 janvier 1944.

## Biographie
Clémentine Nzuji est née le 21 janvier 1944 à Tshofa dans la province du Kasaï-Oriental, en république démocratique du Congo. Elle fait ses études à l’institut religieux Sacré-Cœur, puis à l’École normale moyenne de Kinshasa. Au début des années 1960, elle obtient une licence en philologie africaine de l’université nationale du Zaïre et commence sa carrière de poétesse. De 1964 à 1966, elle dirige le « cercle culturel de la Pléiade » à l’Université Lovanium. Son amour pour la poésie l’amène en 1969, au Festival de Dakar où elle remporte le premier prix du concours de poésie Léopold Sédar Senghor[réf. nécessaire]. Elle va enseigner les littératures orales à l’université nationale du Zaïre de 1972 à 1978 et à l’université de Niamey de 1978 à 1980. Mais depuis 1980, elle vit avec son mari en Belgique où elle enseigne la linguistique et les littératures orales à l’université catholique de Louvain. En 1983, elle défend  à l'Université Paris III une thèse sur la littérature orale de différentes cultures en Afrique centrale et de l’Ouest (Togo, Bénin, Niger).
Elle fonde en 1986 le Centre international des langues, littératures et traditions d'Afrique au service du développement (CILTADE) de l'université de Louvain, qu’elle dirige avec d’autres écrivains, notamment son frère, le poète Mukala Kadima Nzuji.

## Œuvres

### Romans
- Anya:Roman initiatique, éditions Thomas Mols, 2007 - 193 pages[4].

### Contes, mythes, épopées, mémoires, chroniques
- Kasalà. Chant héroïque luba, Lubumbashi, Presses universitaires du Zaïre, 1974. (Thèmes: littérature orale, panégyriques)
- Énigmes luba-nshinga. Étude structurale, Kinshasa, Éditions de l’Université Lovanium, 1970.
- Devinettes tonales tusumwinu, Paris, SELAF, coll. Bibliothèque de la SELAF, n° 56, 1976. (Thèmes: Littérature orale, devinettes)

### Récits et nouvelles
- Cité de l’abondance, inédit. Prix unique au Concours annuel de l’Académie royale des Sciences d’Outre-mer, Bruxelles, 1986. Frisson de la mémoire, Saint-Maur, Sépia, 1993, p. 203-229.
- « Le masque ou Les variations inachevées sur un rêve », dans Littérature du Congo-Zaïre, Actes du colloque de Bayreuth (22-24 juillet 1993) réunis par P. HALEN - J. RIESZ, Amsterdam – Atlanta, Rodopi, 1995, p. 167-180.
- Tout passe…, Louvain-la-neuve, Ciltade, 1999.
- Tu le leur diras. Le récit véridique d’une famille congolaise plongée au cœur de l’histoire de son pays. Congo (1890-2000), Bruxelles, Alice Éditions, 2005.

### Essais et Études
- Avec la coll. de MAMBE, ILUNGA K., « Au premier festival culturel panafricain d’Alger. Impressions du symposium », Congo-Afrique, 38 (1968), p. 383-399.
- « L’art traditionnel au Zaïre. Noms amplifiés », Zaïre-Afrique, 108 (1976), p. 476-487.
- « Parole et geste dans les médiations du sacré », dans Médiations africaines du sacré, Spécial Cahiers des religions africaines, p. 20-21 (1986-87), n.40-41, p. 73-93.
- Anthroponymie afro-romane, en collaboration avec Willy Bal et Jan Daeleman, 1991, Max Niemeyer Verlag, Tübingen. (Thème : anthroponymie).
- Éléments de phonologie et de morphologie des langues bantu, Leuven, Peeters, 1992. (Thème : linguistique)
- « Mutanga ou corde de la sagesse des Balega », L’Africain, 155 (1992), p. 15-17.
- Symboles graphiques en Afrique noire, Paris, Karthala – Ciltade, 1992[5].  (Thèmes : décryptage de symboles graphiques, Approches méthodologiques)
- La Puissance du sacré. L’homme, la nature et l’art en Afrique noire, Bruxelles – Paris, La Renaissance du livre – Maisonneuve et Larose, 1993.  (Thèmes : Arts, symboles, célébrations rituelles)
- « Le Symbole comme approche de Dieu et comme ressource de l’homme. Le Notre-Père et le Credo », Revue africaine des sciences de la Mission – African Review of Mission Studies, 3 (1996) n.4, p. 73-86.
- Le Dit des signes. Répertoire de symboles graphiques dans les cultures et les arts africains, Hull (Québec) – Louvain-la-Neuve, Musée canadien des civilisations/Centre international des langues – Centre International de langues, littératures et traditions d’Afrique, 1996. (Thèmes : arts, symboles, religion)
- La Beauté des signes. Pistes et clés pour la pratique des symboles, Louvain-la-Neuve, Ciltade, 1996. (Thèmes : Arts, symboles, religion, approches méthodologiques)
- Arts africains, signes et symboles, Louvain-la-Neuve, De Boeck Université, 2000. (Thèmes : arts, symboles, approches méthodologiques)
- Avec la coll. de NGONGA-KE-MBEMBE Hubert, Les traces du Grand Signe. Une lecture sémiologique de symboles initiatiques ohendo, Bruxelles, P.I.E. – Peter Lang, 2004[6]. (Thèmes: rites, symboles, approches métodologiques)
- Sources et ressources. Panorama des cultures fondamentales de la République Démocratique du Congo. Louvain-la-Neuve (Belgique), CILTA aisbl, 2013. 340 pages. Préface du Professeur Henri Mova Sakanyi, ancien ambassadeur. (Thème : cultures fondamentales)

### Poèmes
- "Kasala : poèmes", in : Congo-Afrique, (Léopoldville), 6e an., n°1, janvier 1966, p.22-27.
- Murmures : poèmes. Kinshasa : Ed. Lettres congolaises ; Office National de la Recherche et du Développement (ONRD), [1968], 15 p..
- Kasala et autres poèmes, Kinshasa : Mandore, 1969, 53 p.
- Le Temps des amants, Illustrations de Moussa Diouf. Kinshasa : Edition Mandore, 1969, 43 p., ill.
- Lianes, [Précédé d'une Lecture de Maurice Hambursin]. Kinshasa/Lovanium : Ed. du Mont Noir, coll. Objectif 80, série Jeune littérature, n°4, 1971, 31 p.
- Gestes interrompus, Lubumbashi, Mandore, 1976, 46 p.

### Critiques sur son œuvre
- Clémentine Faïk-Nzuji et Tzvetan Todorov, « Un conte qui s’analyse lui-même », Fabula, 17 (1976), p. 182-188.

## Récompenses et hommages
Plusieurs émissions à la radio et à la télévision belges à l’occasion de la parution de mes livres.
2013 :  « Journées Scientifiques en hommage à la Professeure Dr Clémentine M. Faïk-Nzuji » par la Bibliothèque jésuite Saint-Pierre Canisius et la Faculté de Philosophie Jésuite Saint-Pierre Canisius à Kimwenza, 30 avril au 1er mai.
2009 :  Salle de lecture « Clémentine Madiya Nzuji » dans la bibliothèque de l’Institut Saint-Eugène de Mazenod de Kinshasa.
2008 :  Mise à l’honneur par la Commune d’Ottignies-Louvain-la-Neuve pour son action intercommunautaire positive (Vivre positivement les relations interculturelles dans notre Commune multiculturelle.) 
2007 : Talents d’Ébène 2007, reconnaissance créée par l’asbl Talents d’Ébène dans le but de valoriser les multiples talents – belges ou congolais – qui contribuent à un avenir d'amitié et de progrès entre la Belgique et la République Démocratique du Congo, Bruxelles.
2004 :  du 27 novembre au 4 décembre 2004, « Journées d’études en hommage à la poétesse Clémentine M. Faïk-Nzuji » à l’occasion de son anniversaire de soixante ans, Kinshasa, Rd Congo. 
2004 :  (décembre) création du « Prix Littéraire Clémentine M. Faïk-Nzuji » pour jeunes de 18 à 20 ans, Rd Congo.
2004 :  (Novembre) invitée par Edmond Blattchen à l’émission « Noms de Dieux », RTBF, Liège.
1999 :  Fondation du « Lycée Nzuji-Madiya » à Tshibombo, Kasaï oriental, République démocratique du Congo.
1995 :  Création du « Salon littéraire Clémentine M. Nzuji » à l’Institut Supérieur Pédagogique de la Gombe, Kinshasa.
1995 :  Prix André Ryckmans 1995 pour l’ensemble des recherches menées au CILTADE, Bruxelles.
1990 :  Lauréate au 13e Concours de la Meilleure Nouvelle de Langue Française organisé par Radio France Internationale en 1990, Paris.
1986 :  Lauréate unique au Concours annuel de l’Académie Royale des Sciences d’Outre-Mer, Bruxelles.
1986 :  Chevalier de l’Ordre du Léopard pour Mérite Arts, Sciences et Lettres, Kinshasa (Zaïre).
1986 :  Lauréate de la Bourse Dorothy Leet attribuée par International Federation of University Women, Genève (Suisse).
1969 :  Médaille d’Argent du Mérite Arts, Sciences et Lettres, Kinshasa.
1969 :  Lauréate au Concours Littéraire L. S. Senghor, premier prix de poésie, deuxième prix de proverbes, Kinshasa/Dakar.